# Searchlight (álbum)
Searchlight es el segundo álbum de estudio del cantante ruso estadounidense Jack Dishel, bajo su nombre artístico Only son.

## Producción y contenido
La creación Searchlight la realizó el mismo Dishel con el software Pro Tools. Este acercamiento a la grabación con herramientas digitales le permitió al músico un mayor control de cada toma, trabajar eligiendo cada sonido de manera meticulosa y evitar las limitaciones propias del procedimiento analógico, aunque también adujo que resulta en la pérdida de la espontaneidad. Sobre su proceso creativo a la hora de componer comentó «es como una reconstrución de momentos espontáneos. Luego los escribo, los grabo y más tarde los uno como Frankestein en algo nuevo... no son “eso”, sino algo nuevo».
La producción corrió por cuenta de Dishel y de Eddie Frente; la mezcla también estuvo a cargo de este último en el Purgatory Studios en Nueva York, y la masterización por Fred Kevorkian, bajo la distribución de la ASCAP. Dishel también compuso, tocó y grabó él mismo todas las canciones en el estudio The Overlook, en la ciudad de Nueva York. Se utilizó el sitio web oficial del músico para lanzar a la venta este álbum el 11 de enero de 2011; la descarga incluía además un PDF con las partituras completas de todas las canciones.
La canción «Call the Brothers» es una colaboración junto a Regina Spektor. Escrita primero para integrar Searchlight, una nueva versión acústica de la pista se incluyó en la edición de lujo del álbum What We Saw from the Cheap Seats de Spektor. Musicalmente, destaca la participación del violinista K Ishibashi y del chellista Dan Cho. La descarga del álbum en el sitio web Bandcamp de Only Son incluía la pista adicional «Kick 'Em Out», una colaboración con los músicos de Little Joy, Fabrizio Moretti and Binki Shapiro, con armonías descritas como «tropicales».

### Promoción
Se grabaron siete videos videos musicales. El video de «It's a Boy» se publicó el 8 de diciembre de 2010 en Youtube. En él la actriz Aleksa Palladino interpreta a la pareja del personaje que encarna el cantautor, comandados ambos por el director Peter Sand. «Magic», dirigido por Adria Petty, El 11 de mayo de 2012 se lanzó su video musical de «Call them Brothers» donde participan Dishel y Spektor. La dirección corrió por cuenta del cineasta James Holland —con quién Dishel ya había trabajado para la creación del video promocional del sencillo «Stamp Your Name on It»— e incluye distintos metrajes antiguos y filmaciones caseras donadas por Howard Zuckerman, un amigo íntimo de Dishel que aportó material de un viaje que había realizado a la Rusia Soviética en 1983. El resto de las escenas son nuevas filmaciones donde aparece la pareja de músicos y fueron grabadas en formato Super 8 para que se amalgamasen con el resto del material audiovisual. Daniel Ryan dirigió el video promocional de «Kick 'Em Out» y relata como el personaje principal (Dishel) intenta dejar atrás su pasado. «Stamp Your Name On It» cuenta con apariciones especiales de Macaulay Culkin, Reggie Watts, Regina Spektor y Adam Green; «You Stayed at Home» el cual es el primero donde el músico aparece tocando un instrumento. En «Kick 'Em Out» la mayoría de las escenas se llevan a cabo en bosques en pleno otoño; el cantante describe la canción como «otoñal» dado que comenzó a componerla cuando atravesaba una calle cubierta de hojas de diferentes colores. «My Museum» y «Searchlight» también cuentan con su propio video promocional.

## Lista de canciones
| Searchlight |                                                                                   |          |  |
| N.º         | Título                                                                            | Duración |  |
| 1.          | «Magic»                                                                           | 3:33     |  |
| 2.          | «Searchlight»                                                                     | 3:13     |  |
| 3.          | «It's A Boy»                                                                      | 3:05     |  |
| 4.          | «Stamp Your Name On It»                                                           | 2:12     |  |
| 5.          | «Solo Mission»                                                                    |          |  |
| 6.          | «The Same Two Place»                                                              | 3:06     |  |
| 7.          | «Someone»                                                                         | 3:00     |  |
| 8.          | «All Is Holy»                                                                     | 3:25     |  |
| 9.          | «Call Them Brothers»                                                              | 2:41     |  |
| 10.         | «You Stayed At Home»                                                              | 2:38     |  |
| 11.         | «Pop The Reins»                                                                   | 3:41     |  |
| 12.         | «Falling Behind In The Game»                                                      | 4:03     |  |
| 13.         | «Kick 'Em Out» (Pista adicional solo disponible descargando el álbum en Bandcamp) |          |  |

Fuente: Allmusic

## Recepción
Alex Youngoun para Consequence of Sound describe Searchlight como una fusión de varios estilos, desde «composiciones intrincadas de cuerdas, instrumentos de viento que suenan tristes, blues nostálgico y pop psicodélico y azucarado». La voz de Dishel por el contrario representa una constante y afirma que el álbum tiene un problema de «exceso de variedad». 	Ben Krieger de la revista de música independiente The Deli concluye que el álbum combina rock melódico y «ambicioso» con una base acústica y asocia el estilo musical al de otros artistas como Paul McCartney, David Bowie, Paul Westerberg.